# Валентин Ганев
Валентин Атанасов Ганев е български актьор.

## Биография
Роден е в Русе на 7 април 1956 г. В периода 1977 – 1981 г. учи във Всерусийския държавен институт по кинематография (ВГИК) в Москва.
Участва в постановките на: Драматичен театър „Боян Дановски“ Перник (1981 – 1987), Сълза и смях (1987 – 1988), Театър „София“ (1988 – 1990), Малък градски театър „Зад канала“ (1990 – 1995), Народен театър „Иван Вазов“. Играе на сцената на Театър 199 в спектакъла „Сарабанда“ от Ингмар Бергман, също там режисира постановката „Кралицата майка“ от Манлио Сантанели и „Съдебна грешка“ от Джон Мортимър.

## Награди
- „Аскеер“ за най-добър актьор (1998) за професор Хигинс в „Пигмалион“ от Бърнард Шоу, реж. Леон Даниел, Народен театър „Иван Вазов“.
- „Аскеер“ за най-добър актьор (2001) за „Контрабасът“ от Патрик Зюскинд, реж. Пламен Марков, Народен театър „Иван Вазов“.
- „Аскеер“ за най-добър актьор (2019) за Лаймън Фелт в „Спускане от връх Морган“ от Артър Милър, реж. Николай Ламбрев-Михайловски, Народен театър „Иван Вазов“.
- Наградата „Икар“ на Съюза на артистите в България „за водеща мъжка роля“ в моноспектакъла „Контрабасът“ от Патрик Зюскинд, реж. Пламен Марков, Народен театър „Иван Вазов“, 2001.
- Наградата „Икар“ на Съюза на артистите в България „за поддържаща мъжка роля“, за (Никола Гешев) в „Гео“ по Христо Карастоянов, реж. Иван Добчев, Народен театър „Иван Вазов“, 2016.

## Театрални роли
- „Орфей“ – реж. Йерней Лоренци, 2022
- „Бурята“ – Уилям Шекспир (Гонзало), реж. Робърт Уилсън, 2021
- „Народът на Вазов“ – Александър Секулов (Гълъбинов), реж. Диана Добрева, 2021
- „Копенхаген“ – Майкъл Фрейн (Вернер Хайзенберг), 2019
- „Вуйчо Ваньо“ – А. П. Чехов (Серебряков), реж. Николай Ламбрев-Михайловски, 2019
- „Терамин: музика, любов и шпионаж“ – Петер Зеленка (Голдбърг), реж. Валентин Ганев, 2018
- „Дивата патица“ – Хенрик Ибсен, (Верле), реж. Крис Шарков, 2018
- „Спускане от връх Морган“ – Артър Милър (Лаймън Фелт), реж. Николай Ламбрев-Михайловски, 2018
- „Сарабанда“ – Ингмар Бергман, (Юхан), реж. Иван Урумов, 2016
- „Гео“ – Христо Карастоянов, (Никола Гешев), реж. Иван Добчев, 2015
- „Последен квартет“ – Ярон Зилберман, (Робърт), реж. Десислава Шпатова, 2015
- „Морски пейзаж“ – Едуард Олби, (Чарли), реж. Петър Денчев, 2013
- „Хамлет“ – Уилям Шекспир, (Полоний), Явор Гърдев, реж. 2012
- „Отровата на театъра“ – Рудолф Сирера, (Маркиз дьо), реж. Марий Росен, 2012
- „Рицар на светия дух“ – Боян Папазов, (Фильо), реж. Маргарита Младенова, 2011
- „Бащата“ – Аугуст Стриндберг, (Капитанът), реж. Йосиф Сърчаджиев, 2011
- „Август, Оклахома“ – Трейси Летс, (Бил Фордъм), реж. Ясен Пеянков, 2010
- „Полет над кукувиче гнездо“ – Кен Киси, (д-р Спийви), Александър Морфов, 2010
- „Вишнева градина“ – Антон Чехов, (Гаев), реж. Крикор Азарян, 2010
- „Дом за разбити сърца“ – Бърнард Шоу, (Манган), реж. Възкресия Вихърова, 2008
- „Валентинов ден“ – Иван Вирипаев, (Валентин), реж. Явор Гърдев, 2008
- „Слънчев удар“ – Джон Маръл, (Жорж Питу), реж. Валентин Ганев, 2007
- „Юн Габриел Боркман“ – Хенрик Ибсен (Боркман), реж. Елена Панайотова 2007
- „Крал Лир“ – Уилям Шекспир (граф Глостър), реж. Явор Гърдев, 2006
- „Случка в зоопарка“ – Едуард Олби (Джери), реж. Леон Даниел, 2005
- „Хъшове“ – Иван Вазов (Владиков), реж. Александър Морфов, 2005
- „Посещението на старата дама“ – Фридрих Дюренмат, (Ил), реж. Леон Даниел, 2004
- „Месец на село“ – Тургенев (Шпигелски), реж. Маргарита Младенова, 2004
- „Триумфът на чйцето“ – Бекет, Йонеско, Андерсън, 2003
- „Кралят елен“ – Карло Гоци  (Чиголоти), реж. Мариус Куркински, 2002
- „Както ви е угодно или дванайсета нощ“ – Уилиям Шекспир (Малволио), реж. Роберт Стуруа, 2001
- „Контрабасът“ – Патрик Зюскинд (Той), реж. Пламен Марков, 2001
- „Вечеря за глупаци“ – Франсис Вебер (Франсоа), реж. Младен Младенов, 2000
- „Клетка за пеперуди“ – Поаре, Хърман, Фиърстейн (Албин), реж. Здравко Митков, 2000
- „Кавказкият тебиширен кръгГ“ – Бертолт Брехт (Аздак), 1999
- „Руи Блас“ (Виктор Юго) – Дон Салуст, 1999
- „Пигмалион“ – Бърнард Шоу (проф. Хигинс), реж. Леон Даниел, 1998
- „На дъното“ (Максим Горки) – Актьорът, реж. Александър Морфов, 1997
- „Човекът, който прави дъжд“ (Ричард Неш) – Старбък, реж. Леон Даниел, 1996
- „Индже“ (по Йордан Йовков) – Индже, реж. Възкресия Вихърова, 1995
- „Времето и стаята“ (Бото Щраус) – Юлиус, реж. Стоян Камбарев, 1995
- „Измяна“ (Харолд Пинтър) – Робърт, реж. Александър Александров, 1994
- „Едно на лице – две наопаки“ (Дарио Фо) – Съдията, реж. Андрей Аврамов, 1994
- „Господата Балкански“ (Георги Данаилов) – Бодков, реж. Борислав Чакринов, 1993
- „Ревизор“ (Николай Гогол) – Градоначалникът, реж. Стоян Камбарев, 1993
- „Балконът“ (Жан Жьоне) – Пратеникът на кралицата, реж. Борислав Чакринов, 1992
- „Завръщане у дома“ (Харолд Пинтър) – Теди, реж. Стоян Камбарев, 1991
- „Свидетелства за светлината по време на чума“ (Добчев по Пушкин, Атанасов) – Поетът, реж. Иван Добчев, 1991
- „Татко Юбю“ (Алфред Жари) – Автор, реж. Борислав Чакринов, 1990
- „Хоровод“ (Артур Шницлер) – Младият господар, реж. Борислав Чакринов, 1990
- „Любовни булеварди“ (Стефан Цанев) – Поетът, реж. Николай Поляков, 1989
- „Труп!“ (Джералд Муун) – Ивлин и Рупърт, реж. Крикор Азарян, 1989
- „Погребение без мътвец“ (Красимир Крумов) – Гостев, реж. Борислав Чакринов, 1989
- „Самоубиецът“ (Николай Ердман), реж. Крикор Азарян, 1989
- „Ние врабчетата“ (Йордан Радичков) – Джив, реж. Маргарита Младенова, 1989
- „Драконът“ (Евгени Шварц) – Хенри, реж. Никола Петков, 1987
- „Чинцано“ (Людмила Петрушевская) – Паша, реж. Маргарита Младенова, 1986
- „Да живее кралицата! Vivat!“ (Робърт Болт) – Лорд Дарнли, реж. Румен Чакъров, 1986
- „Равнодушният красавец“ (Жан Кокто) – Пол, реж. Иван Бодуров, 1986
- „Дванайсета нощ“ (Уилям Шекспир) – Шутът, реж. София Каракашева, 1985
- „Мървашки песнивец“ (Валентин Караманчев), реж. Христо Христов, 1985
- „Ревизор“ (Николай Гогол) – Хлестаков, реж. Симеон Димитров, 1985
- „Око под наем“ (Питър Шафър) – Джулиън, Николай Атанасов – Шуши, 1985
- „Мюзикъл за пет пари“ (Джон Гей, Бертолт Брехт) – Актьор, реж. Здравко Митков, 1984
- „Рейс“ (Станислав Стратиев) – Влюбен, реж. Здравко Митков, 1984
- „Млада гвардия“ (Александър Фадеев) – Олег Кошевой, реж. Николай Тимошин, 1984
- „Мафията в театъра“ (Васил Станилов), реж. Еди Шварц, 1983
- „Желязното момче“ (Йордан Радичков), реж. Еди Шварц, 1983
- „Цялата истина за Свети Георги“ (Маргарит Минков), реж. Здравко Митков, 1982
- „Докле е младост“ (Георги Данаилов) – Темелко Ненков, реж. Душко Добрев, 1982
- „Без вина виновен“ (Александър Островски) – Незнамов, реж. Димитър Пунев, 1982
- „Тартюф“ (Молиер), реж. Георги Стойчев 1982
- „Теофано“ (Радко Радков), реж. Пиер Де Ла Тор, 1981
- „С какво живеят хората“ (Лев Толстой) – Михаил, реж. Сергей Бондарчук, 1980
- „Чайка“ (Антон Чехов) – Треплев, реж. Сергей Бондарчук, 1980

## Телевизионен театър
- „Тайната вечеря на Дякона Левски“ (2003)
- „Зет англичанин“ (1987) (Георги Белев) и (Паруш Парушев) - Хари, годеникът

## Филмография
| Година      | Филми и Сериали                                                            | Серии / Епизоди | Копродукции                                                                     | Роля                                            |
| ----------- | -------------------------------------------------------------------------- | --------------- | ------------------------------------------------------------------------------- | ----------------------------------------------- |
| 2021        | Белези                                                                     | 12              |                                                                                 | Боян                                            |
| 2018        | Живи комини                                                                |                 |                                                                                 | писателят                                       |
| 2017        | Дъвка за балончета                                                         |                 |                                                                                 | Ганев                                           |
| 2017        | Врагове                                                                    |                 |                                                                                 | доктор Кънчев                                   |
| 2016        | Маймуна                                                                    |                 |                                                                                 | директор                                        |
| 2016        | Бойка: Фаворитът (Boyka: Undisputed IV)                                    |                 | САЩ/България                                                                    | Уордън                                          |
| 2016        | Белгийският крал (King of the Belgians)                                    |                 | Белгия/Холандия/България                                                        | Керим                                           |
| 2016        | За Ева                                                                     |                 |                                                                                 | докторът                                        |
| 2015        | Досието Петров                                                             |                 |                                                                                 | Владимир Искренов, журналист                    |
| 2015        | 2Br02B                                                                     |                 | България/САЩ                                                                    | д-р Евгени Алфаев                               |
| 2015        | Изпитанието на Викингите (Viking Quest)                                    |                 | Канада/България/САЩ                                                             | друид                                           |
| 2015        | Остатъци (The Throwaways)                                                  |                 | САЩ                                                                             | Bulgarian Official                              |
| 2014        | Уил и Нърд                                                                 |                 |                                                                                 | Боб (глас)                                      |
| 2014        | Огнен трус (Firequake)                                                     |                 | Канада/България/САЩ                                                             | Зелени                                          |
| 2014        | Искам да съм стръкче сено (I Wish I Were a Hay)                            |                 |                                                                                 |                                                 |
| 2014        | Убежище (Asylum)                                                           |                 | САЩ                                                                             | свещеника                                       |
| 2014        | Паркинг                                                                    |                 | България/Великобритания                                                         | Васил                                           |
| 2013        | Код червено (Code Red)                                                     |                 | България/САЩ                                                                    | свещеника                                       |
| 2013        | Похитената: Търсенето на Софи Паркър (Taken: The Search for Sophie Parker) |                 | САЩ                                                                             | шеф Миров                                       |
| 2013        | Дървото на живота                                                          | 24              |                                                                                 | Алтън бей                                       |
| 2012        | Ел Гринго (El Gringo)                                                      |                 | САЩ                                                                             | Лоугън                                          |
| 2011        | Инкогнита                                                                  |                 | България/Русия                                                                  | Александър Шварцман                             |
| 2011        | Задачата (The Task)                                                        |                 |                                                                                 | Уордън                                          |
| 2010        | Бях в Нюрнберг (J'étais à Nüremberg)                                       |                 | Франция                                                                         | съдия Лоурънс                                   |
| 2010        | Бяството (The Way Back)                                                    |                 | САЩ/ОАЕ/Полша                                                                   | охранител №2                                    |
| 2010        | Фаворитът 3 (Undisputed III: Redemption)                                   |                 | САЩ                                                                             | Уордън Марков                                   |
| 2010        | Зад кадър                                                                  |                 |                                                                                 | Карло                                           |
| 2010        | Похищението                                                                |                 |                                                                                 | сценариста                                      |
| 2009        | Двойна идентичност (Double Identity)                                       |                 | САЩ                                                                             | Лудвик Зайферт                                  |
| 2009        | Четвъртият вид (The Fourth Kin)                                            |                 | САЩ/Великобритания                                                              | Nome Resident                                   |
| 2009        | Нинджа (Ninja)                                                             |                 | САЩ                                                                             | Климитов                                        |
| 2009        | Главно представление (Command Performance)                                 |                 | САЩ                                                                             | секретар                                        |
| 2009        | Хъшове                                                                     |                 |                                                                                 | Михаил Владиков                                 |
| 2009        | Дрейк (The Immortal Voyage of Captain Drake)                               |                 | САЩ/България                                                                    | султан Сайиф                                    |
| 2008        | Принцът и аз 3 (The Prince & Me 3: A Royal Honeymoon)                      |                 | САЩ                                                                             | принц Георгиев, монархът                        |
| 2008        | Влак (Train)                                                               |                 | САЩ                                                                             | кондукторът Васил                               |
| 2008        | Хиндемит                                                                   |                 |                                                                                 |                                                 |
| 2007        | Кратка история                                                             |                 |                                                                                 | началник гара на Левище/ кондуктор              |
| 2007        | Деца от восък (Children of Wax)                                            |                 | Германия/България/Италия                                                        | Хайнрих                                         |
| 2007        | Размени (Trade Routes)                                                     |                 | САЩ/България                                                                    | Любен                                           |
| 2007        | Чифликът на чучулигите (La masseria delle allodole)                        |                 | Италия/България/Испания/Франция/Германия                                        | командирът на заптиетата                        |
| 2006        | Джо Петрозино (Joe Petrosino)                                              |                 | Италия/България                                                                 |                                                 |
| 2006        | Бунтът на L.                                                               |                 |                                                                                 | охранител                                       |
| 2006        | Изоставените (The Abandoned)                                               |                 | Испания/Великобритания/България                                                 | Андрей Мишарин/Коля Кайдавоски                  |
| 2006        | Ханибал (Hannibal)                                                         |                 | Великобритания                                                                  | Луций Емилий Паулус                             |
| 2006        | Фаворитът 2 (Undisputed II: Last Man Standing)                             |                 | САЩ                                                                             | Уордън Марков                                   |
| 2005        | Магма (Magma: Volcanic Disaster)                                           |                 | САЩ/Германия                                                                    | Оскар Валантийн                                 |
| 2005        | Леден сън                                                                  |                 |                                                                                 | Григор Ангелов                                  |
| 2005        | Патриархат                                                                 | 7               |                                                                                 | Вермонт, руски поет-акмеист (в серия: III)      |
| 2005        | Турски гамбит (Турецкий гамбит)                                            | 4               | Русия/България                                                                  | офицер                                          |
| 2005        | Преди живота, след смъртта                                                 |                 |                                                                                 | офицерът                                        |
| 2005        | Иконата (Icon)                                                             |                 | САЩ                                                                             | Владимир Тонкин                                 |
| 2004        | Черна светлина (Darklight)                                                 |                 | САЩ                                                                             | Бекъм                                           |
| 2003        | Капан                                                                      |                 |                                                                                 | следователят Илия                               |
| 2004        | Лавина (Nature Unleashed: Avalanche)                                       |                 | Канада/България/Великобритания                                                  | Рогов                                           |
| 2004        | Спартак (Spartacus)                                                        | 2               | САЩ/България                                                                    | Маркус Сервий                                   |
| 2003        | Резерват за розови пеликани                                                |                 |                                                                                 | Ганев, научен сътрудник                         |
| 2003        | Ад (In Hell)                                                               |                 |                                                                                 | Болт                                            |
| 2003        | Една калория нежност                                                       | 2 ч.            |                                                                                 | Радослав                                        |
| 2003        | Пехотинци (Marines)                                                        |                 |                                                                                 | Саша                                            |
| 2002        | Ярост                                                                      |                 |                                                                                 |                                                 |
| 2002        | Гмуркане в бездната (Dark Descent)                                         |                 | САЩ/България                                                                    | д-р Петров                                      |
| 2001        | Сивата зона (The Grey Zone)                                                |                 | САЩ                                                                             | мъчител                                         |
| 2001        | Версенжеторикс (Vercingétorix)                                             |                 | Франция/Канада/Белгия                                                           | римлянин                                        |
| 2001        | Колобър (тв)                                                               |                 |                                                                                 | професор Куманов, колега на Майа                |
| 2001        | Универсално оръжие (Mindstorm)                                             |                 | САЩ                                                                             | д-р Сковак Янко                                 |
| 2000        | Магьосници                                                                 | 4               |                                                                                 | министър Константин                             |
| 2000        | Алеф (Aleph)                                                               |                 | Италия                                                                          |                                                 |
| 1999        | Големите игри                                                              | 10              |                                                                                 | Антон Иванов, бащата на Мони                    |
| 1999        | Магьосници                                                                 | 4               |                                                                                 | министър Константин                             |
| 1999        | Изток – Запад (Est – Ouest)                                                |                 | Франция/Испания/Русия/Украйна/България                                          | Володя Петров                                   |
| 1997        | Суламит                                                                    |                 | България/Франция                                                                | маестрото Сираков                               |
| 1997        | Дон Кихот се завръща (Дон Кихот возвращается)                              | 2 ч.            | България/Русия                                                                  | маестрото                                       |
| 1994        | Козият рог                                                                 |                 |                                                                                 | беят                                            |
| 1994        | Честна мускетарска                                                         |                 |                                                                                 | Бъкингам                                        |
| 1993        | Нещо във въздуха                                                           |                 |                                                                                 |                                                 |
| 1992        | Берлинска конспирация (The Berlin Conspiracy)                              |                 | САЩ                                                                             | Спехт                                           |
| 1990        | Кмете, кмете...                                                            |                 |                                                                                 | агрономът                                       |
| 1989 – 1996 | Новите приключения на Арсен Люпен (Le retour d'Arsène Lupin)               | 20              | Франция/Канада/Италия/Швейцария/Белгия/Полша/България/Куба/Португалия/Югославия | (в 18 серия „Herlock Sholmes s'en mêle“ – 1995) |
| 1989        | Разводи, разводи...                                                        | 6 новели        |                                                                                 | кумът (във 2-рата новела „Разводът сега“        |
| 1989        | 1952: Иван и Александра                                                    |                 |                                                                                 |                                                 |
| 1989        | Без драскотина                                                             |                 |                                                                                 | Евгени Чонков                                   |
| 1989        | Извън граници                                                              | ?               | Франция                                                                         |                                                 |
| 1988        | Жирафчето (тв)                                                             |                 |                                                                                 |                                                 |
| 1986        | Фокстрот                                                                   |                 |                                                                                 |                                                 |
| 1986        | Да откриеш Троя                                                            |                 |                                                                                 | Евгени                                          |
| 1985        | Смъртта може да почака                                                     |                 |                                                                                 | прислужникът на Маранзов                        |
| 1984        | Вик за помощ                                                               |                 |                                                                                 | германски турист                                |
| 1984        | Събеседник по желание                                                      |                 |                                                                                 | Кирил                                           |
| 1984        | Черните лебеди                                                             |                 |                                                                                 |                                                 |
| 1982        | Шапка (Шляпа)                                                              |                 | СССР                                                                            |                                                 |
| 1967        | Свирачът (The Clown and the Kids)                                          |                 | САЩ/България                                                                    |                                                 |

## Дублаж
- „101 далматинци“ – изпълнител на началната песен, 1999